# Harittu
Harittu est un quartier du district d'Uittamo-Skanssi à Turku en Finlande,.

## Description
Harittu est à environ six kilomètres au sud-est du centre-ville de Turku, juste à la frontière avec Kaarina.
Harittu est construit principalement d'immeubles résidentiels et de maisons mitoyennes construits à partir des années 1990.
Il existe également plusieurs zones de maisons individuelles.
La plupart des maisons sont conçues par le bureau d'architectes Puolimatka, Heikki Sarainmaa ou Olli Vahtera.
Des maisons mitoyennes ont également été construites à Harittu au début des années 2000.
Seul un pont en arc en bois sépare le nord d'Haritu et Koivula.
Haritu n'a aucune école primaire.
Les écoles les plus proches sont situées à Ilpoinen et Luolavuori.

## Galerie

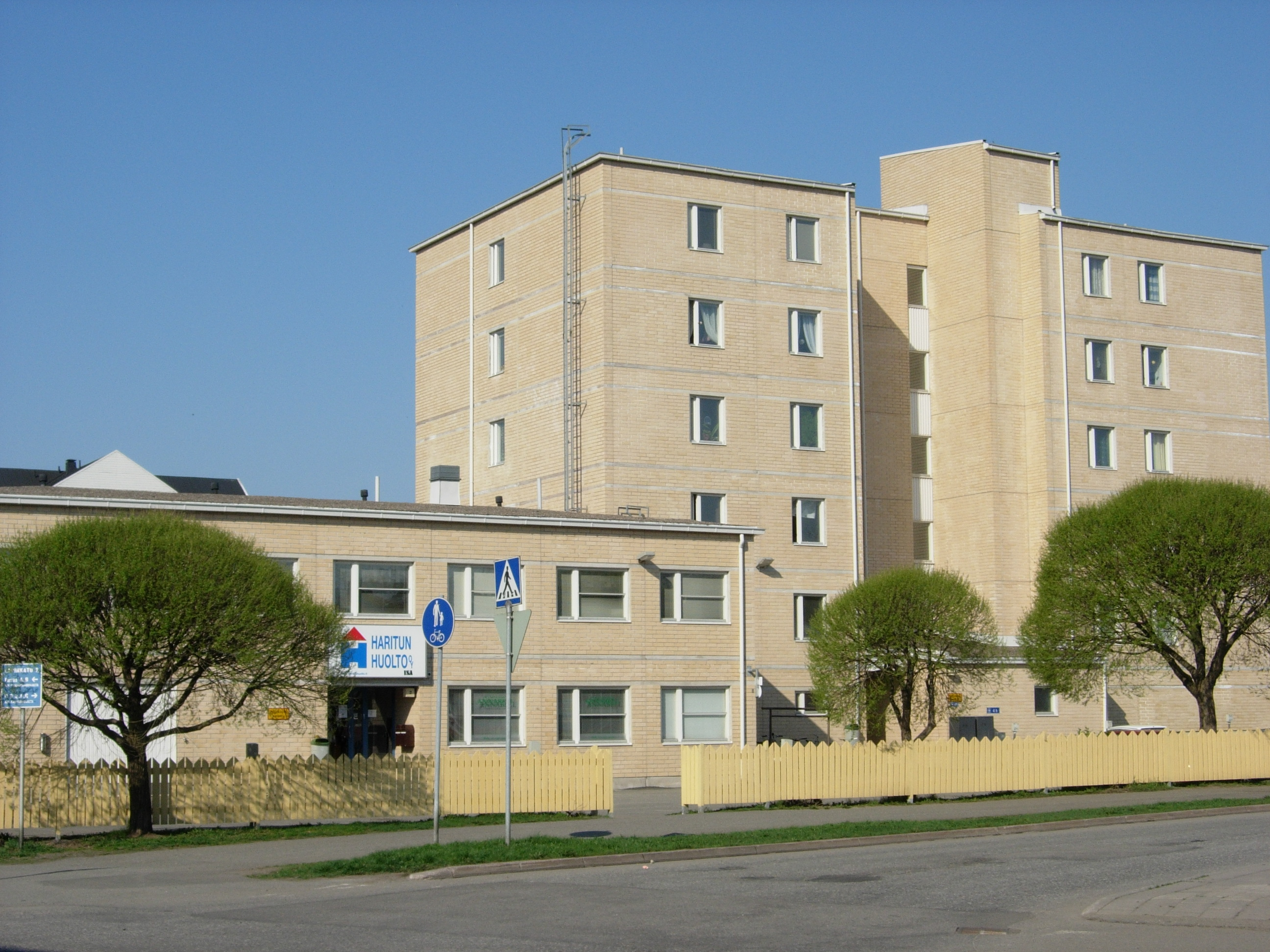
Lapinkatu 2.
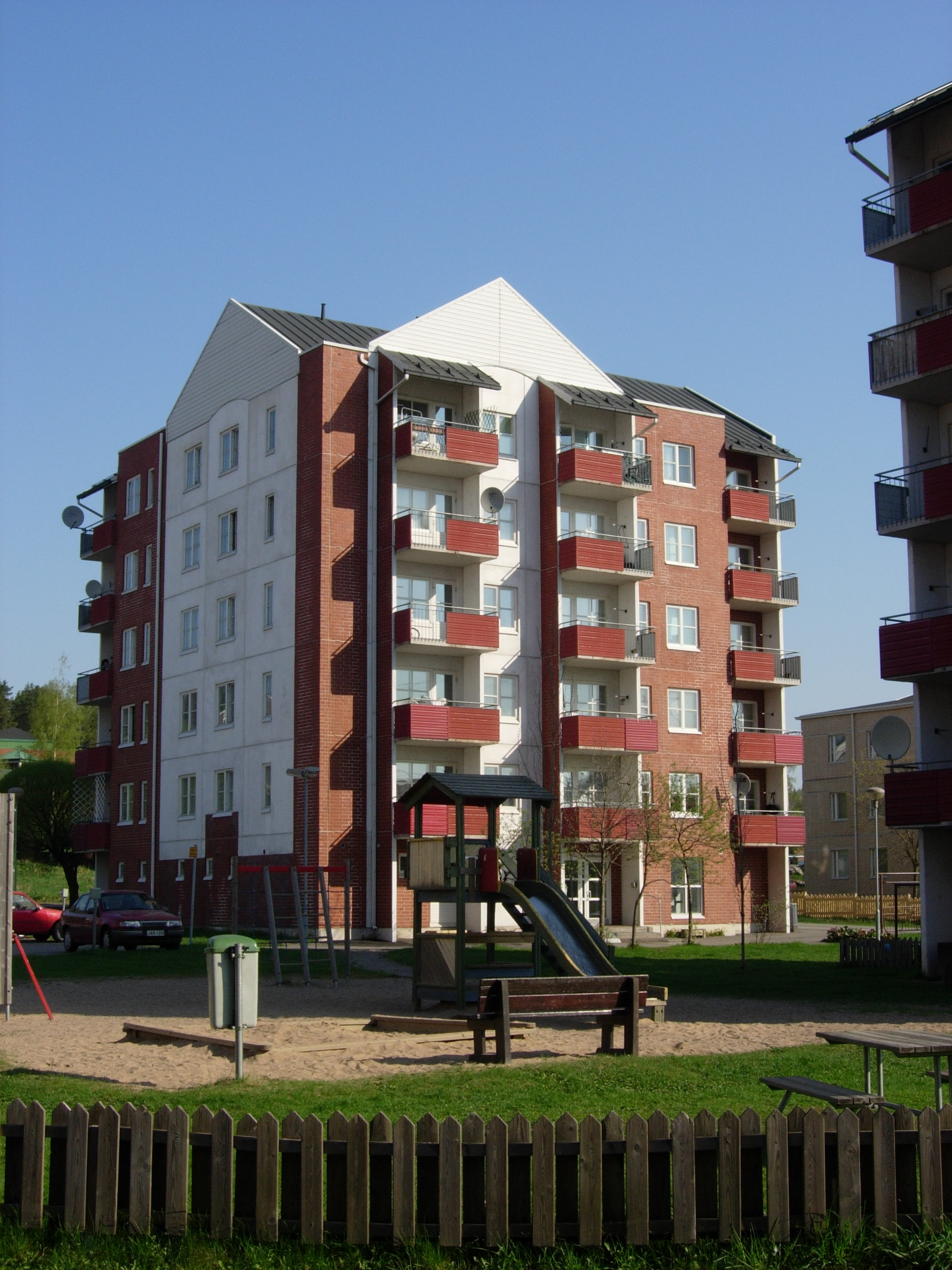
Pirkanmaankuja 4.
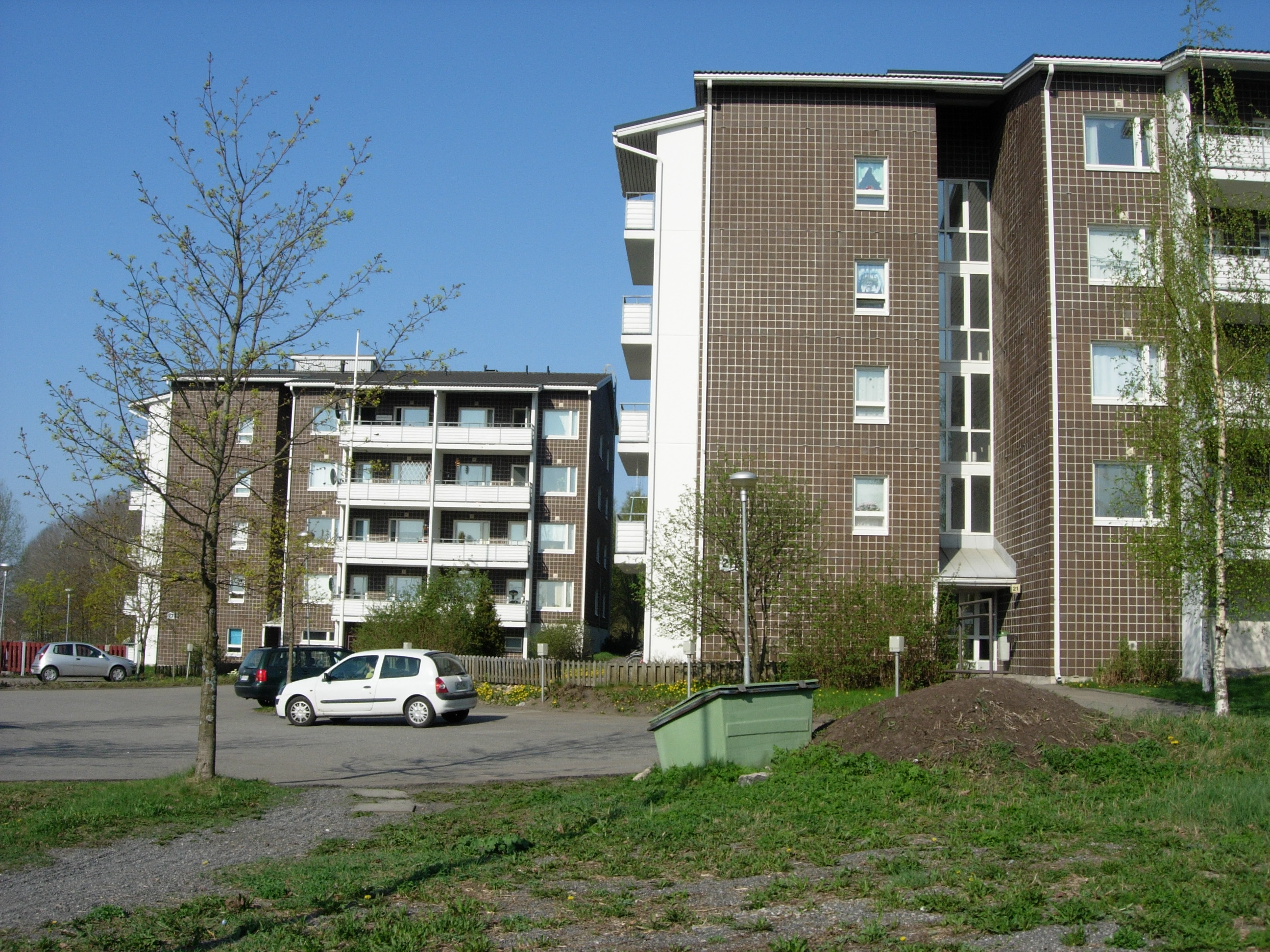
Varsinais-Suomenkatu 21.
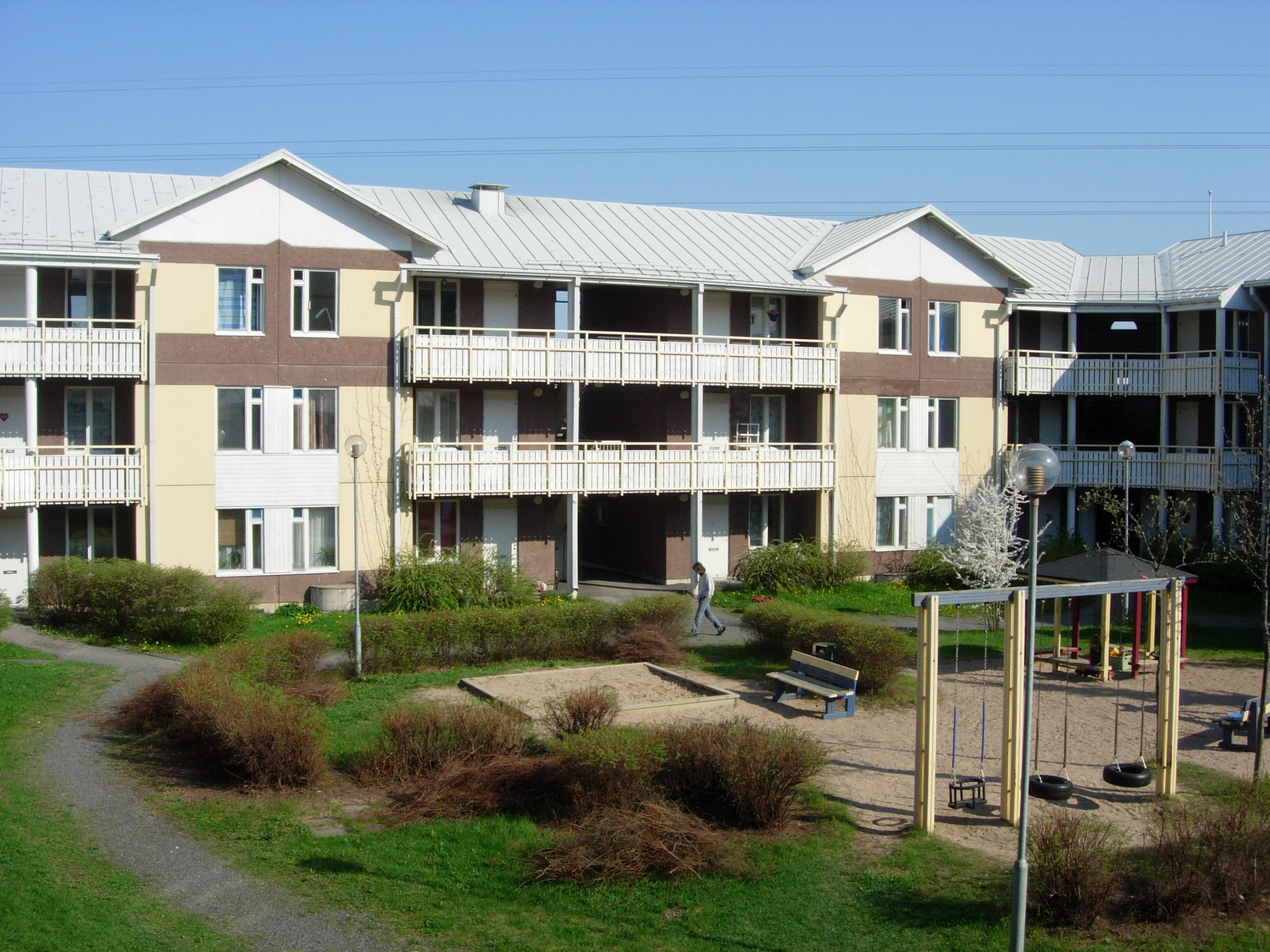
Résidence universitaire Auringonnousu.